# Goffredo Borgia
Goffredo Borgia, noto anche come Joffré Borgia (Roma, 1481 – Squillace, gennaio 1517), è stato un nobile italiano di origini spagnole, figlio illegittimo di Rodrigo Borgia (poi Papa Alessandro VI) e della sua amante Vannozza Cattanei e fratello minore di Cesare, Giovanni e Lucrezia Borgia.
Visse sempre nell'ombra dei fratelli maggiori ed ebbe un ruolo secondario durante l'epoca di massimo splendore della famiglia Borgia e il pontificato del padre, tanto da venir menzionato raramente nei commenti dell'epoca. Sposandosi con Sancia d'Aragona, figlia illegittima del re Alfonso II di Napoli, ricevette i titoli di principe di Squillace, conte di Alvito e Cariati.
In seguito alla morte della moglie, si risposò con una sua cugina, Maria Mila d'Aragona y Villahermosa, da cui ebbe quattro figli, un maschio e tre femmine. I suoi discendenti hanno governato Squillace fino al 1735.

## Biografia

### Famiglia
Nacque nel 1481, quarto e ultimo figlio di papa Alessandro VI e della sua amante, Vannozza Cattanei. In famiglia erano presenti già tre fratelli: Cesare, Giovanni e Lucrezia.
Rodrigo, tuttavia, pur riconoscendolo al pari degli altri tre, sospettava che Goffredo, chiamato in catalano Joffré, fosse in realtà figlio di Giorgio della Croce, secondo marito di Vannozza, come riportò in una missiva del 30 giugno 1499, l'oratore mantovano Catanei. Di fatto, fu il figlio meno favorito dal padre, sebbene lo avesse utilizzato al pari degli altri per i suoi scopi politici. Anche da adulto, non riuscì mai ad attirare su di sé le simpatie di Alessandro VI, che invece stravedeva per Giovanni, Cesare, e Lucrezia (molto affezionata al fratello) che aveva ricoperto di ricchezze e di titoli. In particolare, Alessandro si adirò molto con il figlio quando, una volta, rimase ferito in una rissa: preso dalla collera fece infatti rinchiudere il figlio a Castel Sant'Angelo.

### L'ascesa della famiglia Borgia

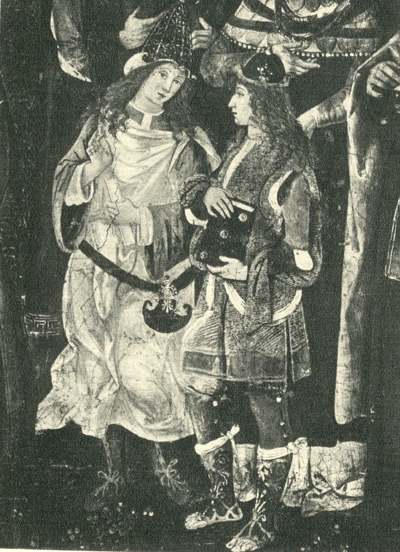
Sancia e Goffredo (Appartamento Borgia, Pinturicchio)

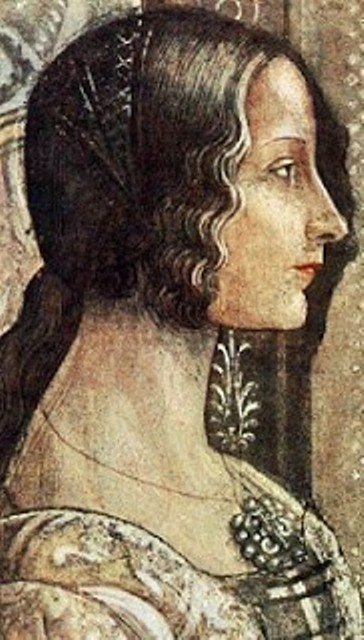
Sancia d'Aragona, prima moglie di Goffredo

Per sancire l'unione dello Stato Pontificio con la monarchia aragonese di Napoli, fu concordata l'unione delle due casate attraverso il matrimonio fra il tredicenne Goffredo Borgia e la sedicenne Sancia d'Aragona, figlia illegittima di Alfonso duca di Calabria, erede al trono di re Ferdinando I.
Il giorno prima dell'incoronazione di Alfonso II di Napoli a re il 7 maggio 1494, avvenne il matrimonio e lo scambio dei doni nuziali fra gli sposi. Il giovane Goffredo ricevette i titoli di principe di Squillace e di conte di Cariati, mentre suo fratello Giovanni già duca di Gandia, ricevette i titoli di principe di Tricarico e conte di Chiaramonte di Lauria. Le nozze furono celebrate nella cappella di Castel Nuovo dal vescovo di Gravina. Dopo il pranzo, secondo quanto testimoniato da Johannes Burckardt, gli sposi furono messi a letto e vi fu la cerimonia dell'attestata consumazione del matrimonio con testimoni re Alfonso II e il cardinale Juan Borgia. «Ha consumato il suo matrimonio con l'illustre donna Sancia, sua moglie, e ha offerto un'ottima prestazione, nonostante abbia appena tredici anni», riferì con entusiasmo il pontefice al figlio duca di Gandia. Sancia tuttavia tenne sempre sottomesso il debole marito di cui ben presto si annoiò, ricercando la compagnia di altri uomini.
Il pontefice avrebbe voluto che il figlio minore e la nuora tornassero poco dopo a Roma, ma la discesa di Carlo VIII di Francia in Italia e le guerre successive, posticiparono la partenza dei principi che passarono quel periodo turbolento a Squillace. Solo il 20 maggio 1496 i principi di Squillace, entrarono con sfarzo nella città di Roma, dove erano venuti ad abitare, accolti dalla famiglia Borgia.
Fu sempre Johannes Burckardt a riferire che il quattordicenne principe di Squillace, nonostante l'eleganza dei vestiti e l'aria fiera e insolente, al fianco della moglie sembrava più un paggio invece che un principe. A Roma, Goffredo non trovò posto nell'esercito costituito per combattere l'esercito francese, mentre Sancia, divenuta ben presto amica della cognata Lucrezia, secondo vox populi aveva incominciato una vita dissoluta alla corte papale, divenendo anche l'amante dei cognati, Cesare e/o Giovanni.
Dopo l'assassinio del fratello di Goffredo, Giovanni, duca di Gandia, il 7 agosto 1497, Goffredo e la consorte si recarono su ordine di papa Alessandro VI alla cerimonia di incoronazione di Federico I di Napoli a Capua, per opera di Cesare Borgia.
L'assassinio del duca di Gandia, il cui mandante non fu mai ufficialmente scoperto, ebbe come conseguenza la laicizzazione di Cesare Borgia che rinunciò alla dignità cardinalizia. Per rafforzare la sua nuova posizione, Cesare cercò moglie: inizialmente Alessandro VI pensò di fargli sposare Carlotta d'Aragona, figlia legittima di Federico I di Napoli, per rafforzare ancora una volta l'alleanza fra i Borgia e gli Aragona di Napoli (dopo il matrimonio di Lucrezia con Alfonso d'Aragona, fratello di Sancia, nel luglio 1498), ma la principessa rifiutò e Cesare sposò, con la benedizione di Luigi XII di Francia, Charlotte d'Albret, sorella del re di Navarra. Con il matrimonio di Cesare, il Papa dimostrò di aver aderito al partito francese e di avallare il predominio francese sul ducato di Milano e sulla corona di Napoli.
In seguito Alfonso fuggì da Roma, mentre Sancia venne cacciata dall'Urbe da Alessandro VI e costretta a tornare a Napoli. Per impedire che seguissero i consorti lontano da Roma, il Papa ordinò a Goffredo e a sua sorella di recarsi a Spoleto, città di cui Lucrezia fu nominata governatrice (8 agosto 1499). Goffredo fu accompagnato da sei paggi che avevano tutti giurato di tenergli gli occhi addosso. Il Papa, infatti, temeva che i suoi figli potessero essere «sviati o rubati». I giovani Borgia avevano dunque il compito di governare la zona per impedire che le truppe napoletane potessero recarsi in soccorso al ducato di Milano invaso dai francesi guidati da loro fratello Cesare. A Spoleto, Goffredo si dedicò con passione alla caccia e alle corse nei boschi, lasciando alla sorella il comando della città. Il 14 ottobre 1499, Goffredo tornò a Roma accompagnando sua sorella Lucrezia e ad Alfonso d'Aragona, tranquillizzato dal Papa. Nel luglio successivo però Alfonso venne ucciso su ordine di Cesare Borgia.

### La caduta della famiglia Borgia

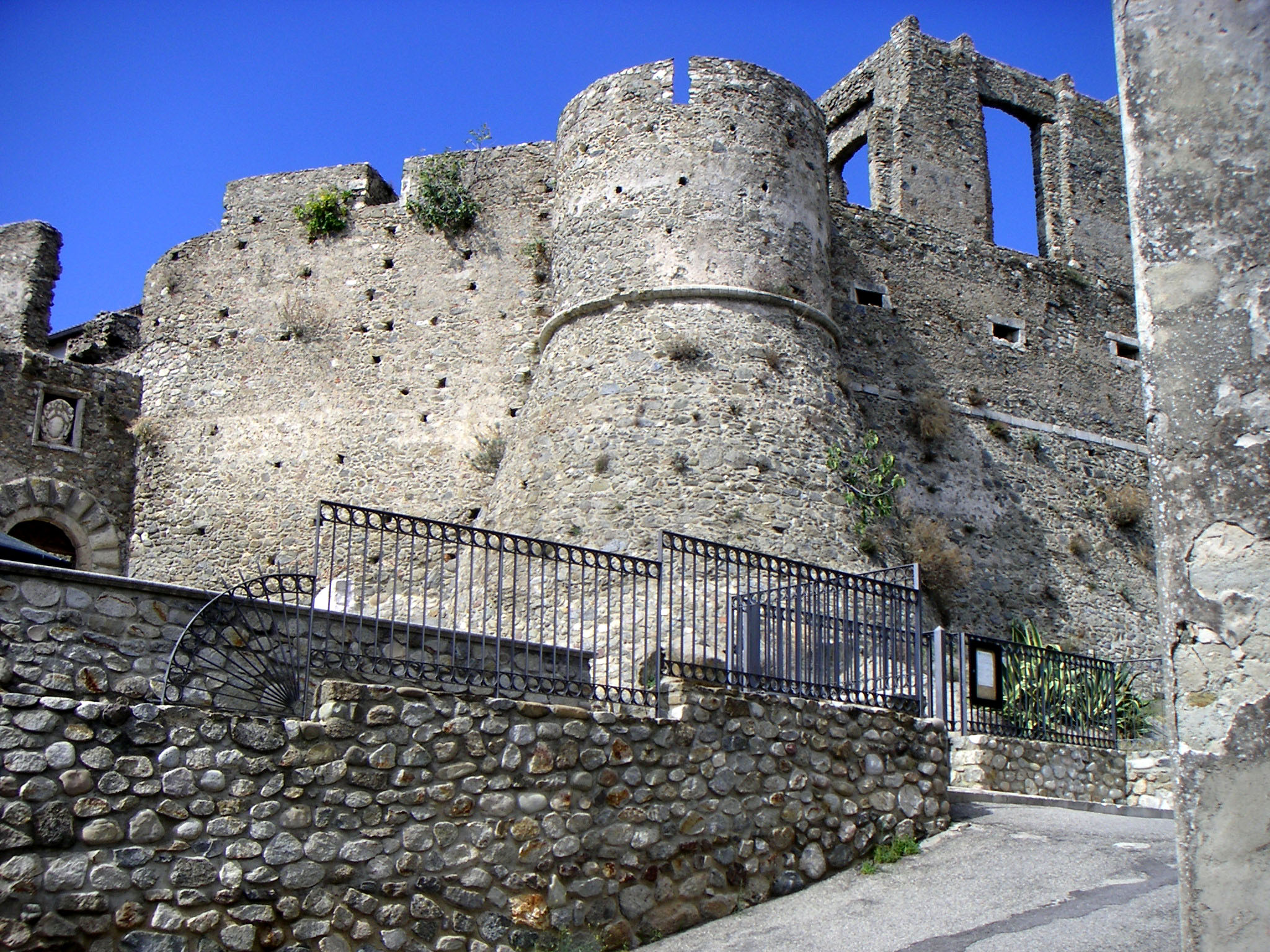
Il castello di Squillace

Negli anni successivi, Alessandro VI dette vari incarichi al figlio Goffredo che però risultò sempre incapace di soddisfarli: non riuscì a equipaggiare l'esercito pontificio contro Guidobaldo da Montefeltro, duca di Urbino, né a impadronirsi dei beni della famiglia Orsini durante lo scontro con la casata romana nel 1503. Nel frattempo la moglie Sancia fu incarcerata a castel Sant'Angelo su ordine del Pontefice e divenne amante del condottiero Prospero Colonna.
Dopo la morte del padre, il 18 agosto 1503, fu eletto papa Pio III, il cui pontificato però durò solo un mese. Dal conclave successivo fu eletto papa Giulio II, in quel periodo ci furono delle rivolte a Roma e Goffredo rientrò a Castel Sant'Angelo dove riunì i parenti e fece sparare una cannonata contro via Branca, in cui vi erano varie adunanze pericolose. I Borgia rimasero a Castel Sant'Angelo finché non riuscirono rifugiarsi nella rocca di Civita Castellana.
Goffredo si stabilì a Napoli con alcuni membri della famiglia Borgia, dove accolse il fratello Cesare, di cui era sempre stato l'ombra, in fuga da papa Giulio II. Qui il Valentino cercò di risanare il rapporto fra Goffredo e Sancia, che viveva separata dal marito in un lussuoso palazzo di Napoli e che era divenuta l'amante di Consalvo di Cordova, che catturò Cesare su ordine del Papa.
Nel 1506, dopo la morte di Sancia, Goffredo si trasferì a Squillace e si risposò con una sua cugina Maria Mila di Aragona y de Villahermosa, della famiglia dei principi d'Ardore e dama a seguito dell'Infanta Caterina d'Aragona, da cui ebbe quattro figli: 
- Francesco, che gli succedette come secondo principe di Squillace, sposò prima Isabella Piccolomini, poi Isabella d'Aragona.
- Lucrezia, che sposò Giovanni Battista Carafa, marchese di Castelvetere.
- Antonia, che sposò Antonio Todeschini Piccolomini, marchese di Delicete.
- Maria, che sposò Michele Ayerba d'Aragona, conte di Simari.

Goffredo rimase in contatto epistolare con la madre, meno con Lucrezia. Morì nel gennaio 1517, per «un caso inopinato», come scrisse la sorella al marchese di Mantova. Fu la stessa duchessa di Ferrara a prendersi cura su richiesta di Vannozza, dopo la morte di Goffredo, di Geronimo Borgia (Hyeronimo Borgia), figlio naturale di Goffredo. Il bambino che all'epoca aveva circa dieci anni fu benvoluto dalla zia e famiglia degli Este, soprattutto dal duca Alfonso, diventando uno dei componenti della sua corte personale dopo la scomparsa di Lucrezia.
I discendenti legittimi di Goffredo governarono la piccola città di Squillace fino al 1735, tramite governatori locali, dal momento che risiedevano alla corte di Napoli.

## Ascendenza
|                              |   |                            | Genitori                  |  |  | Nonni |  |  | Bisnonni             |  |  | Trisnonni        |  |
|                              |   |                            |                           |  |  |       |  |  | Rodrigo Gil de Borja |  |  | Rodrigo de Borja |  |
|                              |   |                            |                           |  |  |       |  |  | Rodrigo Gil de Borja |  |  | Rodrigo de Borja |  |
|                              |   | Sabina Anglesola           |                           |  |  |       |  |  | Rodrigo Gil de Borja |  |  |                  |  |
| Jofré Llançol i Escrivà      |   |                            |                           |  |  |       |  |  | Rodrigo Gil de Borja |  |  |                  |  |
|                              |   | Sibilia Escrivà i Pallarès | Andreu Escrivà i Pallarès |  |  |       |  |  |                      |  |  |                  |  |
|                              |   | Sibilia Escrivà i Pallarès | Andreu Escrivà i Pallarès |  |  |       |  |  |                      |  |  |                  |  |
|                              |   | Sibilia Escrivà i Pallarès | Sibilia de Pròixita       |  |  |       |  |  |                      |  |  |                  |  |
| Papa Alessandro VI           |   | Sibilia Escrivà i Pallarès |                           |  |  |       |  |  |                      |  |  |                  |  |
|                              |   | Domingos de Borja          | Domingo de Borja          |  |  |       |  |  |                      |  |  |                  |  |
|                              |   | Domingos de Borja          | Domingo de Borja          |  |  |       |  |  |                      |  |  |                  |  |
|                              |   | Domingos de Borja          | Caterina Doncel           |  |  |       |  |  |                      |  |  |                  |  |
| Isabel de Borja y Cavanilles |   | Domingos de Borja          |                           |  |  |       |  |  |                      |  |  |                  |  |
|                              |   | Francisca Marti Llançol    | …                         |  |  |       |  |  |                      |  |  |                  |  |
|                              |   | Francisca Marti Llançol    | …                         |  |  |       |  |  |                      |  |  |                  |  |
|                              |   | Francisca Marti Llançol    | …                         |  |  |       |  |  |                      |  |  |                  |  |
| Goffredo Borgia              |   | Francisca Marti Llançol    |                           |  |  |       |  |  |                      |  |  |                  |  |
|                              | … | …                          |                           |  |  |       |  |  |                      |  |  |                  |  |
|                              | … | …                          |                           |  |  |       |  |  |                      |  |  |                  |  |
|                              | … | …                          |                           |  |  |       |  |  |                      |  |  |                  |  |
| Giacomo Cattanei             | … |                            |                           |  |  |       |  |  |                      |  |  |                  |  |
|                              |   | …                          | …                         |  |  |       |  |  |                      |  |  |                  |  |
|                              |   | …                          | …                         |  |  |       |  |  |                      |  |  |                  |  |
|                              |   | …                          | …                         |  |  |       |  |  |                      |  |  |                  |  |
| Vannozza Cattanei            |   | …                          |                           |  |  |       |  |  |                      |  |  |                  |  |
|                              |   | …                          | …                         |  |  |       |  |  |                      |  |  |                  |  |
|                              |   | …                          | …                         |  |  |       |  |  |                      |  |  |                  |  |
|                              |   | …                          | …                         |  |  |       |  |  |                      |  |  |                  |  |
| Menica Pictoris              |   | …                          |                           |  |  |       |  |  |                      |  |  |                  |  |
|                              |   | …                          | …                         |  |  |       |  |  |                      |  |  |                  |  |
|                              |   | …                          | …                         |  |  |       |  |  |                      |  |  |                  |  |
|                              |   | …                          | …                         |  |  |       |  |  |                      |  |  |                  |  |
|                              |   | …                          |                           |  |  |       |  |  |                      |  |  |                  |  |